# 久喜白岡ジャンクション

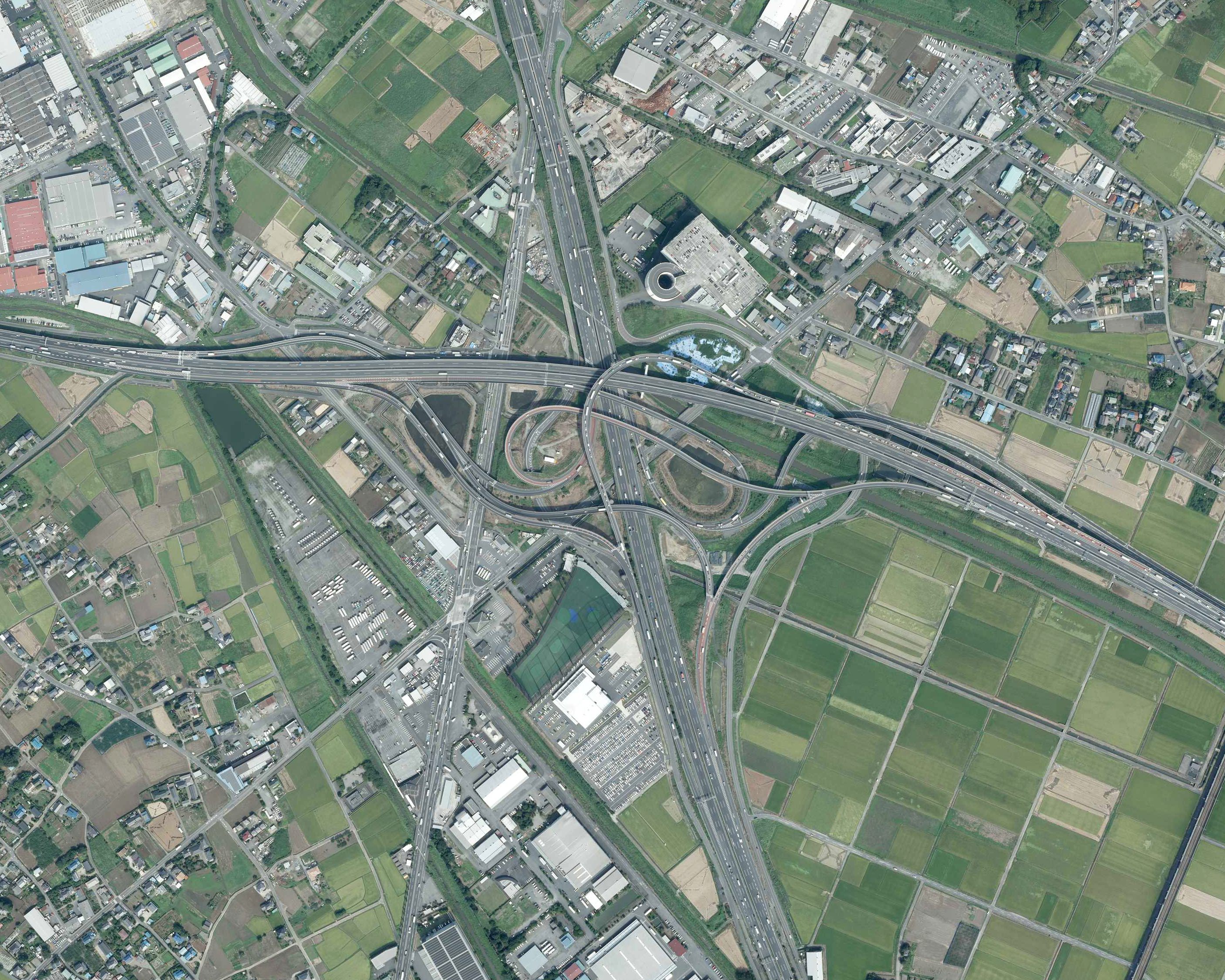
久喜白岡JCT周辺の空中写真（2019年9月10日撮影）

久喜白岡ジャンクション（くきしらおかジャンクション）は、埼玉県久喜市下早見にある東北自動車道と首都圏中央連絡自動車道（圏央道）を接続するジャンクション (JCT)。久喜市と白岡市との市境に位置し、敷地の一部は白岡市にかかっている。
圏央道の当JCTから茅ヶ崎JCT方面はETC割引制度における大都市近郊区間となり、休日割引・平日朝夕割引などは対象外となる。

## 歴史
- 2011年（平成23年）5月29日：圏央道・白岡菖蒲IC - 当JCT間開通に伴い、供用開始[3]。
- 2015年（平成27年）3月29日：圏央道・当JCT - 境古河IC間開通[1][2][4]。
- 2023年（令和5年）3月31日：圏央道・当JCT - 幸手IC間が4車線化[5]。

## 接続する道路
- E4 東北自動車道[1]（3-2番）
- C4 首都圏中央連絡自動車道[1][2]（70番）

## 隣
E4 東北自動車道
(3) 岩槻IC - (3-1) 蓮田SA/SIC - (3-2) 久喜白岡JCT - (4) 久喜IC
C4 首都圏中央連絡自動車道
(62) 白岡菖蒲IC - (70) 久喜白岡JCT - (71) 幸手IC